# ابراهیم مرزوق
ابراهیم مَرزوق (۱۸۱۸، قاهره – ۱۸۸۶، خارطوم) شاعر مصری در سدهٔ نوزدهم میلادی/سیزدهم هجری بود. در مدرسهٔ زبان‌ها دانش آموخت و به فرانسوی ملسط بود. به منصب‌های پایینی رسید. ساکن سودان شد و همان‌جا درگذشت. دیوان او با عنوان الدر البهی المنسوق گردآورد. همچنین رحلة السلامة را نگاشت که رساله‌ای مسجع دربارهٔ برخی دیده‌هایش در سودان است.